# 세인트존스 아이스캡스
| 세인트존스 아이스캡스 | |
| 콘퍼런스              | 동부 콘퍼런스 |
| 디비전                | 노스 디비전 |
| 설립연도              | 1969년 |
| 해체연도              | 2017년 |
| 역사                  | 몬트리올 보이저스 (1969년~1971년) 노바스코샤 보이저스 (1971년~1984년) 셔브루크 커네이디언스 (1984년~1990년) 프레더릭턴 커네이디언스 (1990년~1999년) 퀘벡 시타델스 (1999년~2002년) 해밀턴 불독스 (2002년~2015년) 세인트존스 아이스캡스 (2015년~2017년) 라발 로키 (2017년~현재) |
| 경기장                | 마일 원 센터 |
| 연고지                | 뉴펀들랜드 래브라도주 세인트존스 |
| 상징색                | 빨강, 하양, 파랑 |
| 구단주                | 대니 월리엄스 |
| 단장                  | 마크 베르게빈 |
| 감독                  | 실뱅 르페브르 |
| NHL 제휴              | 카나디앵 드 몽레알 |
| ECHL 제휴             | 브램턴 비스트 |
| 정규시즌 우승         | 6 (1976, 1977, 1987, 1989, 1990, 2003) |
| 콘퍼런스 우승         | 4 (1997, 2003, 2007, 2014) |
| 디비전 우승           | 12 (1973, 1977, 1987, 1989, 1990, 2000, 2002, 2003, 2004, 2010, 2011, 2014) |
| 칼더 컵               | 5 (1972, 1976, 1977, 1985, 2007) |
| 영구 결번             | - |

세인트존스 아이스캡스(St. John's IceCaps)는 캐나다 뉴펀들랜드 래브라도주 세인트존스를 연고지로 하는 AHL의 동부 콘퍼런스 노스 디비전 소속 아이스 하키팀이다.
2017~2018시즌 퀘벡주 라발 (퀘벡주) (라발 로키)로 연고지를 이전할 예정이면 홈경기장은 플라세 벨을 사용할 예정이다.

## 역대 홈경기장
| 세인트존스 아이스캡스 |               |          |                                  |      |
| 경기장                | 사용기간      | 수용인원 | 장소                             | 비고 |
| 마일 원 센터          | 2014년~2017년 | 6,287명  | 뉴펀들랜드 래브라도주 세인트존스 | 빈칸 |